# 해상화
《해상화》(海上花: Flowers Of Shanghai)는 일본에서 제작된 허우샤오셴 감독의 1998년 영화이다. 양조위 등이 주연으로 출연하였고 양등괴 등이 제작에 참여하였다.

## 출연

### 주연
- 양조위
- 방선
- 하다 미치코
- 가오제
- 유가령
- 반적화
- 이가흔
- 위조혜

### 조연
- 방선
- 장서철
- 이능정
- 진보련
- 서명

## 기타
- 원작자: 장아이링